# Изчезване на Робин Греъм
Робин Греъм (на английски: Robin Graham) е американска студентка, изчезнала безследно от магистралата в Лос Анджелис в ранните часове на 15 ноември 1970 г., след като колата ѝ се поврежда. Оттогава не се знае нищо за нея и съдбата ѝ. Случаят на Греъм често е част от телевизионни програми, насочени към изчезнали лица.
Полицаите от калифорнийския магистрален патрул по-рано забелязват, че Робин Греъм на няколко пъти спира превозното си средство, като при последния път, тя разговаря с млад мъж, вероятно замесен в нейното отвличане.

## Биография
Робин Греъм е дъщеря на Марвин и Бевърли Греъм. Тя израства в района Силвърлейк-Лос Фелис в Лос Анджелис и завършва гимназия „Джон Маршал“ през юни 1970 г. Греъм следва в Колеж Пиърс в Уудленд Хилс и работи на непълно работно време в Pier 1 Imports, в Холивуд.

## Изчезване
Робин Греъм е последно видяна от полицаите от калифорнийския магистрален патрул в приблизително 02:00 ч. сутринта на 15 ноември 1970 г., до колата си на южната холивудска магистрала, в близост до отбивката за Санта Моника. Тя е била в присъствието на тъмнокос, бял мъж, за който се предполага, че е в средата на двадесетте си години и, който е управлявал Chevrolet Corvette C1 модел от края на 1950-те години, бледо син или зелен с грунд. Греъм използва телефонна кабина, за да поиска от операторът да се свърже и съобщи за аварийната ситуация на родителите си, за да знаят, че няма гориво. По-малката сестра на Греъм се обажда и предава информацията на родителите им, когато се прибират в приблизително 02:30 ч. сутринта. Те отиват веднага до мястото, където намират колата на Робин, но тя не е там. На заключената кола няма никаква бележка. Служителите на магистралната полиция я спират на няколко пъти по-рано и говорят с Греъм, но не и, когато я виждат да говори с младия мъж. Те предполагат, че той е от семейството, помощта, за която тя се обажда.
По-рано, Греъм е в събота вечер с приятели. След като закарва своя приятелка до домът ѝ, Греъм оставя колата си на паркинга Pier 1 Imports, приблизително 01:45 ч. Първоначалният доклад пише, че Греъм доброволно си тръгва с другата кола на мъжа, но полицаят твърди, че не ги е виждал да си тръгват заедно.
Случаят е обработен от детективи на LAPD, които смятат, че изчезването на Греъм вероятно е свързано с три други подобни случая, включващи млади жени през последните две години, включително Роуз Ташман, студентка от Израел от държавния колеж Сан Фернандо Вали, която изчезва през 1969 г. Тя пука гума на холивудската магистрала, на няколко километра от мястото, където е колата на Греъм. Месеци преди изчезването на Греъм, на 20 януари 1970 г., още една млада жена Синди Лий Мелин също изчезва. Колата ѝ е намерена със спукана гума, но от Синди няма следи. Нито един от останалите случаи не е решен. През 1975 г. подобно изчезване има и на автомагистрала Сан Бернардино в Ел Монте. Скелета на Мона Жан Галегос е открит почти шест месеца по-късно в дерето на река Ривърсайд. По времето на изчезването ѝ, Робин Греъм има дълга кестенява коса, кафяви очи, сравнително чиста кожа и височина 160 см.

## Последна активност
През 1987 г., седемнадесет години по-късно, текст в каре се появява в Los Angeles Times, която привлича вниманието на семейство Греъм: „СКЪПА РОБИН Горивото ти свърши на Холивуд Фърви. Човек в „Корвет“ спря, за да ти помогне. Не си виждана оттогава. Изминаха 17 години, но все едно беше вчера. Все още те търсим (подписан) THE ECHO PARK DUCKS. Оказва се, че Ал Мерано, приятел, който все още живее в квартала, просто иска да изрази, че Греъм не е забравена.